# António Cordeiro
António Cordeiro, né en 1641 à Angra, sur l'île Terceira, aux Açores (Portugal) et décédé à Lisbonne le 2 février 1722, est un prêtre jésuite portugais, penseur et historien portugais.

## Biographie
Sixième et dernier fils d'António Cordeiro Moitoso et Maria Espinosa, apparemment originaire de Graciosa António suit d'abord le cours des Humanités dans la ville d'Angra, où il est remarqué pour sa vive intelligence. Bien qu'étant le plus jeune de la fratrie, ses parents décident de l'envoyer étudier en 1656 à l'université de Coimbra, auprès de son frère, inscrit à la faculté de droit canon.

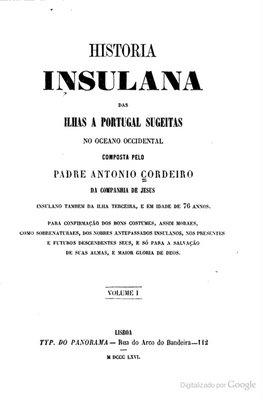
Couverture de la Historia Insulana das Ilhas a Portugal Sujeitas no Oceano Ocidental, publié à Lisbonne en 1717.

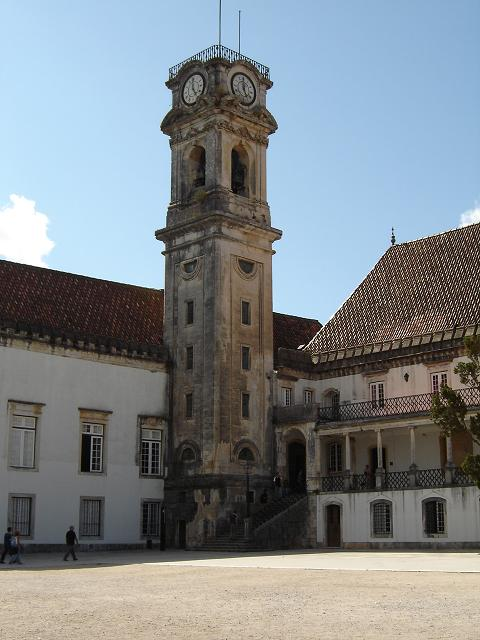
Université de Coimbra, fréquentée par de nombreux membres de la famille Cordeiro du XVIe siècle au XXe siècle.

À quinze ans, le jeune António quitte son archipel natal pour Lisbonne. Son voyage est mouvementé. Le Portugal et l'Espagne sont alors en guerre. Alors qu'il approche de la côte, le navire sur lequel il voyage est attaqué par une escadre espagnole. Lui-même et son frère Pedro Cordeiro de Espinosa sont faits prisonniers et amenés à Cadix. Après avoir tenté de s'enfuir, il est présenté devant le commandant de la force, qui est impressionné par ses facultés intellectuelles et son aisance oratoire, et qui lui accorde un sauf-conduit pour rejoindre le Portugal. Il traverse l'Algarve, où sévit une épidémie de peste. Aussi est-il retenu en quarantaine à Setúbal par mesure de précaution. Il rejoint finalement Coimbra, où il commence ses études dans le collège de la Compagnie de Jésus.
Le cours de philosophie achevé Cordeiro entre au noviciat de la Compagnie de Jésus (12 juin 1657). Sa formation spirituelle et académique (dont le cours de droit canon de l'université de Coimbra) terminée il est ordonné prêtre en 1673, probablement à Coimbra. Il enseigne ensuite durant trois ans au collège Saint-Antoine de Lisbonne.
En 1676 il est de retour à Coimbra où il passera une grande partie de sa vie, très présent dans la vie intellectuelle ed académique (Universite de Coimbra) de la ville. Entre 1676 et 1680 il enseigne la philosophie, et de 1680 à 1696, il enseigne la théologie scolastique et morale. Il part ensuite enseigner à Braga, à Porto, et finit par obtenir un poste définitif à Lisbonne. Enseignant érudit, il est aussi et avant tout missionnaire, et exerce au fil de ses voyages ses talents d'orateur auprès des plus modestes, en tant que catéchiste et prédicateur.
António Cordeiro est l'auteur de travaux très approfondis sur l'histoire des îles portugaises de l'Atlantique. Dans son livre la Historia Insulana, publié à Lisbonne en 1717, il est le premier à présenter un projet de gouvernement particulier pour l'archipel des Açores, prenant en compte ses particularités géographiques et humaines. Il est aujourd'hui considéré comme un précurseur et un auteur classique de la fin du XVIIe-début du XVIIIe siècle.

## Écrits (connus)
- Moral Teológica. Coimbra, 1696.
- Cursus Philosophicus Conimbricensis. Ulyssipone: ex Oficina Regali Deslandiana, 1714.
- In Proecipium Partium D. Thomae Theologia Scholastica. Ulyssipone: apud Josephum Lopes Ferreira, 1716.
- Historia Insulana das Ilhas a Portugal Sujeitas no Oceano Ocidental. Lisboa Ocidental: Imprensa de António Pedroso Galvão, 1717.